# PSK Whirlpool-Author/Saison 2010
Dieser Artikel listet Erfolge und Mannschaft des Radsportteams PSK Whirlpool-Author in der Saison 2010 auf.

## Erfolge in der Continental Tour
| Datum         | Rennen                                      | Kat. | Sieger        |
| 1. Mai        | Memoriał Andrzeja Trochanowskiego           | 1.2  | André Schulze |
| 9. Mai        | 4. Etappe Szlakiem Grodów Piastowskich      | 2.1  | André Schulze |
| 11. Juni      | 1. Etappe Oberösterreichrundfahrt           | 2.2  | Leopold König |
| 11.–13. Juni  | Gesamtwertung Oberösterreichrundfahrt       | 2.2  | Leopold König |
| 27. Juni      | Tschechische Meisterschaft – Straßenrennen  | NC   | Petr Benčík   |
| 30. Juni      | 2. Etappe Course de la Solidarité Olympique | 2.1  | André Schulze |
| 1. Juli       | 3. Etappe Course de la Solidarité Olympique | 2.1  | André Schulze |
| 4. Juli       | 6. Etappe Course de la Solidarité Olympique | 2.1  | André Schulze |
| 27. Juli      | Prolog Dookoła Mazowsza                     | 2.2  | Martin Hebík  |
| 13. September | 3. Etappe Tour of Bulgaria                  | 2.2  | Leopold König |

## Zugänge – Abgänge
| Zugänge       | Team 2009            | Abgänge             | Team 2010           |
| ------------- | -------------------- | ------------------- | ------------------- |
| Tomáš Danačík | CK Windoor’s Příbram | Danilo Hondo        | Lampre-Farnese Vini |
| Aleš Brož     | Neoprofi             | Patrik Sinkewitz    | ISD-Neri            |
| Otakar Fiala  | Neoprofi             | Matthias Friedemann | Unbekannt           |
| Marc Reynés   | Neoprofi             | Petr Kubias         | Unbekannt           |
|               |                      | Antonin Linda       | Unbekannt           |
|               |                      | František Padour    | Unbekannt           |
|               |                      | Pavel Zitta         | Unbekannt           |

## Mannschaft
| Name              | Geburtstag         | Nationalität |
| ----------------- | ------------------ | ------------ |
| Petr Benčík       | 29. Januar 1976    | Tschechien   |
| Aleš Brož         | 19. Dezember 1987  | Tschechien   |
| Tomáš Bucháček    | 7. März 1978       | Tschechien   |
| Jakub Danačík     | 22. September 1988 | Tschechien   |
| Tomáš Danačík     | 24. Oktober 1990   | Tschechien   |
| Vojtěch Dlouhý    | 12. Januar 1981    | Tschechien   |
| Otakar Fiala      | 26. Februar 1989   | Tschechien   |
| Martin Hebík      | 11. November 1982  | Tschechien   |
| Petr Kaltofen     | 7. April 1989      | Tschechien   |
| František Klouček | 18. August 1985    | Tschechien   |
| Leopold König     | 15. November 1987  | Tschechien   |
| Stanislav Kozubek | 9. Juni 1980       | Tschechien   |
| Martin Mareš      | 23. Januar 1982    | Tschechien   |
| Marc Reynés       | 20. Oktober 1988   | Spanien      |
| André Schulze     | 21. November 1974  | Deutschland  |